# Dżibala
Dżibala (arab. جبالا) – miejscowość w Syrii, w muhafazie Idlib. W 2004 roku liczyła 1875 mieszkańców.